# 대한민국 제4대 국회의원 선거
대한민국 제4대 민의원의원 선거는 4년 임기의 제4대 민의원의원을 뽑는 선거로 1958년 5월 2일에 치러졌다.

## 경과

### 입후보
민의원 의원정수 233명에 대하여 입후보자는 841명으로 평균 3.2 대 1의 경쟁률을 보였으며, 전국적인 조직을 가진 자유당과 민주당을 비롯하여 14개 정당·사회단체가 후보를 출마시켰다. 이 중에서 10인 이내의 후보자를 낸 정당·사회 단체가 10개였으며, 후보를 단 1명을 낸 정당·사회단체의 난립은 다소 감소되는 경향을 보여 정당 정치의 기틀이 점차 잡히기 시작하였고, 유명무실한 군소정당은 정비되는 현상을 나타냈다.
정당·단체별 입후보 현황을 보면 여당인 자유당이 236명으로 전체의 28.1%를 차지했다. 자유당은 전선거구의 90%에 해당하는 219개 선거구에서 후보자를 추천하였고, 여타지역에서도 17명이 입후보하여 전선거구에서 후보자를 냈다. 야당인 민주당은 후보자수에 있어서도 열세이긴 하지만 전선거구의 84%에 해당하는 197개구에서 공천후보자를 추천하여 무공천후보자 2명을 합쳐 모두 199명으로 전체의 23.7%를 차지하였다. 한편 무소속은 357명으로 전체의 42.4%를 차지하여 가장 많은 후보가 입후보하였다.

### 투표
총투표율은 90.6%로 상당히 높았으나 강원도 93%, 제주도 94.9%인 반면에, 서울은 80.1%로 ‘고촌저도(高村低都)’, 즉 투표율이 농촌에서는 높고, 도시지역에서는 낮은 현상을 나타냈다.

### 선거결과와 의미
선거결과 정당·단체별 당선자는 자유당이 127명으로 전체의원 정수의 54.1%로 과반수 의석을 차지하였으며, 민주당이 79명, 무소속이 26명의 당선자를 냈다. 민주당은 제3대 국회에 비해서 33명이 늘었고, 자유당은 이와 반대로 4명이 줄었다.
그 밖에 통일당이 1석을 차지한 것을 제외하고는 여타 11개 정당이 단 1명의 당선자도 없어 유권자들의 투표성향이 구심적으로 작용하여 양당제적 현상이 두드러지게 나타났다. 다수의 정당·사회단체가 출현하여 혼란스러웠던 것이 전국적인 조직을 가진 자유당 및 민주당으로 정비되었다. 따라서 전체적인 선거전의 대결양상은 정당에 의한 여·야의 각축장이 되었다. 특히 이 선거에서는 여촌야도현상의 선거결과가 나타나, 여당인 자유당은 지방에서 대부분의 승리를 거뒀으며, 야당인 민주당이 도시에서 승리하며 민심의 소재를 읽을 수 있는 선거였다.

## 선거 정보
- 총유권자수 : 10,164,428명[1]
- 대통령 : 이승만 (자유당)
- 의석정수 : 233석
- 선거제도 : 소선거구제
- 투표일 : 1958년 5월 2일

## 선거 결과
- 투표자수 : 8,923,905명
- 투표율 : 87.8%
- 정당별 당선자 수 (명)

| 1958                                                            | 127 | 79 | 1  | 26 | 233 | \| 127 \| 79 \| \| 26 \| | 87.8% |  |
| 자료의 출처는 대한민국 통계청 또는 대한민국 선거통계시스템이다. |     |    |    |    |     |                          |       |  |
| 127                                                             | 79  |    | 26 |    |     |                          |       |  |

- 지역별 지역구 의원 수

| 1 | 14 | 1 |

| 15 | 8 | 2 |

| 15 | 2 | 3 |

| 8 | 4 | 1 |

| 15 | 6 |  |

| 10 | 11 | 3 |

| 18 | 10 |  | 3 |

| 25 | 7 | 6 |

| 20 | 15 | 5 |

| 1 | 1 | 1 |

- 정당별 득표율

| 정당   | 득표수    | 득표율 |
| ------ | --------- | ------ |
| 자유당 | 3,607,092 | 42.1%  |
| 민주당 | 2,934,036 | 34.2%  |
| 통일당 | 53,716    | 0.6%   |
| 국민회 | 50,568    | 0.6%   |
| 무소속 | 1,857,707 | 21.7%  |
| 합계   | 8,573,292 |        |

## 당선자
민주당 
 자유당 
 통일당 
 무소속 

| 시·도      | 선거구 / 당선자    | 선거구 / 당선자 | 선거구 / 당선자 | 선거구 / 당선자    |
| 서울특별시 | 종로구 갑          | 종로구 을       | 중구 갑         | 중구 을            |
| ---------- | ------------------ | --------------- | --------------- | ------------------ |
| 서울특별시 | 윤보선             | 한근조          | 주요한          | 정일형             |
| 서울특별시 |                    |                 |                 |                    |
| 서울특별시 | 동대문구 갑        | 동대문구 을     | 성동구 갑       | 성동구 을          |
| 서울특별시 | 민관식             | 이영준          | 유성권          | 조병옥             |
| 서울특별시 |                    |                 |                 |                    |
| 서울특별시 | 성북구             | 서대문구 갑     | 서대문구 을     | 마포구             |
| 서울특별시 | 서범석             | 김도연          | 최규남          | 김상돈             |
| 서울특별시 |                    |                 |                 |                    |
| 서울특별시 | 용산구 갑          | 용산구 을       | 영등포구 갑     | 영등포구 을        |
| 서울특별시 | 엄상섭             | 김원만          | 윤명운          | 류홍               |
| 서울특별시 |                    |                 |                 |                    |
| 경기도     | 인천시 갑          | 인천시 을       | 인천시 병       | 수원시             |
| 경기도     | 김재곤             | 곽상훈          | 김훈            | 홍길선             |
| 경기도     |                    |                 |                 |                    |
| 경기도     | 고양군             | 광주군          | 양주군 갑       | 양주군 을          |
| 경기도     | 이성주             | 최인규          | 강영훈          | 강성태             |
| 경기도     |                    |                 |                 |                    |
| 경기도     | 연천군             | 포천군          | 가평군          | 양평군             |
| 경기도     | 이익흥             | 윤성순          | 홍익표          | 유용식             |
| 경기도     |                    |                 |                 |                    |
| 경기도     | 여주군             | 이천군          | 용인군          | 안성군             |
| 경기도     | 김의준             | 이기붕          | 구철회          | 오재영             |
| 경기도     |                    |                 |                 |                    |
| 경기도     | 평택군             | 화성군 갑       | 화성군 을       | 시흥군             |
| 경기도     | 정존수             | 손도심          | 홍봉진          | 이재형             |
| 경기도     |                    |                 |                 |                    |
| 경기도     | 부천군             | 김포군          | 강화군          | 파주군             |
| 경기도     | 장경근             | 정준            | 윤재근          | 정대천             |
| 경기도     |                    |                 |                 |                    |
| 경기도     | 옹진군             |                 |                 |                    |
| 경기도     | 유영준             |                 |                 |                    |
| 경기도     |                    |                 |                 |                    |
| 강원도     | 춘천시             | 원주시          | 강릉시          | 춘성군             |
| 강원도     | 계광순             | 박충모          | 최용근          | 임우영             |
| 강원도     |                    |                 |                 |                    |
| 강원도     | 홍천군             | 횡성군          | 원성군          | 영월군             |
| 강원도     | 이재학             | 장석윤          | 홍범희          | 정규상             |
| 강원도     |                    |                 |                 |                    |
| 강원도     | 평창군             | 정선군          | 철원군          | 김화군             |
| 강원도     | 황호현             | 유기수          | 서임수          | 박현숙             |
| 강원도     |                    |                 |                 |                    |
| 강원도     | 화천군             | 양구군          | 인제군          | 고성군             |
| 강원도     | 박덕영             | 최규옥          | 나상근          | 홍승업             |
| 강원도     |                    |                 |                 |                    |
| 강원도     | 양양군             | 명주군          | 삼척군          | 울진군             |
| 강원도     | 이동근             | 박용익          | 김진만          | 전만중             |
| 강원도     |                    |                 |                 |                    |
| 충청북도   | 청주시             | 충주시          | 청원군 갑       | 청원군 을          |
| 충청북도   | 이민우             | 홍병각          | 오범수          | 곽의영             |
| 충청북도   |                    |                 |                 |                    |
| 충청북도   | 보은군             | 옥천군          | 영동군          | 진천군             |
| 충청북도   | 김선우             | 권복인          | 민장식          | 정운갑             |
| 충청북도   |                    |                 |                 |                    |
| 충청북도   | 괴산군             | 음성군          | 중원군          | 제천군             |
| 충청북도   | 김원태             | 김주묵          | 정상희          | 이태용             |
| 충청북도   |                    |                 |                 |                    |
| 충청북도   | 단양군             |                 |                 |                    |
| 충청북도   | 조종호             |                 |                 |                    |
| 충청북도   |                    |                 |                 |                    |
| 충청남도   | 대전시 갑          | 대전시 을       | 대덕군          | 연기군             |
| 충청남도   | 정락훈             | 진형하          | 박병배          | 유지원             |
| 충청남도   |                    |                 |                 |                    |
| 충청남도   | 공주군 갑          | 공주군 을       | 논산군 갑       | 논산군 을          |
| 충청남도   | 박충식             | 김학준          | 김공평          | 윤담               |
| 충청남도   |                    |                 |                 |                    |
| 충청남도   | 부여군 갑          | 부여군 을       | 서천군          | 보령군             |
| 충청남도   | 한광석             | 임철호          | 우희창          | 이원장             |
| 충청남도   |                    |                 |                 |                    |
| 충청남도   | 청양군             | 홍성군          | 예산군          | 서산군 갑          |
| 충청남도   | 김창동             | 유승준          | 윤병구          | 전영석             |
| 충청남도   |                    |                 |                 |                    |
| 충청남도   | 서산군 을          | 당진군 갑       | 당진군 을       | 아산군             |
| 충청남도   | 유순식             | 인태식          | 원용석          | 이민우             |
| 충청남도   |                    |                 |                 |                    |
| 충청남도   | 천안군 갑          | 천안군 을       |                 |                    |
| 충청남도   | 한희석             | 김종철          |                 |                    |
| 충청남도   |                    |                 |                 |                    |
| 전라북도   | 전주시 갑          | 전주시 을       | 군산시          | 이리시             |
| 전라북도   | 유청               | 이철승          | 김원전          | 김원중             |
| 전라북도   |                    |                 |                 |                    |
| 전라북도   | 완주군 갑          | 완주군 을       | 진안군          | 금산군             |
| 전라북도   | 이존화             | 배성기          | 이옥동          | 유진산             |
| 전라북도   |                    |                 |                 |                    |
| 전라북도   | 무주군             | 장수군          | 임실군          | 남원군 갑          |
| 전라북도   | 김진원             | 정준모          | 박세경          | 조정훈             |
| 전라북도   |                    |                 |                 |                    |
| 전라북도   | 남원군 을          | 순창군          | 정읍군 갑       | 정읍군 을          |
| 전라북도   | 안균섭             | 임차주          | 나용균          | 송영주             |
| 전라북도   |                    |                 |                 |                    |
| 전라북도   | 고창군 갑          | 고창군 을       | 부안군          | 김제군 갑          |
| 전라북도   | 정세환             | 홍순희          | 신규식          | 조한백             |
| 전라북도   |                    |                 |                 |                    |
| 전라북도   | 김제군 을          | 옥구군          | 익산군 갑       | 익산군 을          |
| 전라북도   | 윤제술             | 양일동          | 김형섭          | 윤택중             |
| 전라북도   |                    |                 |                 |                    |
| 전라남도   | 광주시 갑          | 광주시 을       | 광주시 병       | 목포시             |
| 전라남도   | 정성태             | 이필호          | 박흥규          | 정중섭             |
| 전라남도   |                    |                 |                 |                    |
| 전라남도   | 여수시             | 순천시          | 광산군          | 담양군             |
| 전라남도   | 정재완             | 윤형남          | 이정휴          | 국쾌남             |
| 전라남도   |                    |                 |                 |                    |
| 전라남도   | 곡성군             | 구례군          | 광양군          | 여천군             |
| 전라남도   | 조순               | 이갑식          | 황숙현          | 이은태             |
| 전라남도   |                    |                 |                 |                    |
| 전라남도   | 승주군             | 고흥군 갑       | 고흥군 을       | 보성군             |
| 전라남도   | 이형모             | 손문경          | 박철웅          | 안용백             |
| 전라남도   |                    |                 |                 |                    |
| 전라남도   | 화순군             | 장흥군          | 강진군          | 해남군 갑          |
| 전라남도   | 구흥남             | 손석두          | 김향수          | 김병순             |
| 전라남도   |                    |                 |                 |                    |
| 전라남도   | 해남군 을          | 영암군          | 무안군 갑       | 무안군 을          |
| 전라남도   | 김석진             | 김준연          | 나판수          | 유옥우             |
| 전라남도   |                    |                 |                 |                    |
| 전라남도   | 무안군 병          | 나주군 갑       | 나주군 을       | 함평군             |
| 전라남도   | 김삭               | 이사형          | 정명섭          | 김의택             |
| 전라남도   |                    |                 |                 |                    |
| 전라남도   | 영광군             | 장성군          | 완도군          | 진도군             |
| 전라남도   | 조영규             | 변진갑          | 김선태          | 손재형             |
| 전라남도   |                    |                 |                 |                    |
| 경상북도   | 대구시 갑          | 대구시 을       | 대구시 병       | 대구시 정          |
| 경상북도   | 신도환             | 이병하          | 이우출          | 조재천             |
| 경상북도   |                    |                 |                 |                    |
| 경상북도   | 대구시 무          | 대구시 기       | 포항시          | 김천시             |
| 경상북도   | 조일환             | 이순희          | 하태환          | 문종두             |
| 경상북도   |                    |                 |                 |                    |
| 경상북도   | 경주시             | 달성군          | 군위군          | 의성군 갑          |
| 경상북도   | 안용대             | 김성곤          | 박만원          | 김규만             |
| 경상북도   |                    |                 |                 |                    |
| 경상북도   | 의성군 을          | 안동군 갑       | 안동군 을       | 청송군             |
| 경상북도   | 박영교             | 권오종          | 김익기          | 윤용구             |
| 경상북도   |                    |                 |                 |                    |
| 경상북도   | 영양군             | 영덕군          | 영일군 갑       | 영일군 을          |
| 경상북도   | 박종길             | 김원규          | 박순석          | 김익노             |
| 경상북도   |                    |                 |                 |                    |
| 경상북도   | 월성군 갑          | 월성군 을       | 영천군 갑       | 영천군 을          |
| 경상북도   | 이협우             | 이종준          | 김상도          | 권중돈             |
| 경상북도   |                    |                 |                 |                    |
| 경상북도   | 경산군             | 청도군          | 고령군          | 성주군             |
| 경상북도   | 박해정             | 반재현          | 정남택          | 주병환             |
| 경상북도   |                    |                 |                 |                    |
| 경상북도   | 칠곡군             | 금릉군          | 선산군          | 상주군 갑          |
| 경상북도   | 장택상             | 김철안          | 김우동          | 조광희             |
| 경상북도   |                    |                 |                 |                    |
| 경상북도   | 상주군 을          | 문경군          | 예천군          | 영주군             |
| 경상북도   | 김정근             | 이동영          | 정재원          | 이정희             |
| 경상북도   |                    |                 |                 |                    |
| 경상북도   | 봉화군             | 울릉군          |                 |                    |
| 경상북도   | 정문흠             | 최병권          |                 |                    |
| 경상북도   |                    |                 |                 |                    |
| 경상남도   | 부산시 중구        | 부산시 서구 갑  | 부산시 서구 을  | 부산시 영도구 갑   |
| 경상남도   | 김응주             | 이상룡          | 김동욱          | 이영언             |
| 경상남도   |                    |                 |                 |                    |
| 경상남도   | 부산시 영도구 을   | 부산시 동구 갑  | 부산시 동구 을  | 부산시 부산진구 갑 |
| 경상남도   | 이만우             | 박순천          | 오위영          | 이종남             |
| 경상남도   |                    |                 |                 |                    |
| 경상남도   | 부산시 부산진구 을 | 부산시 동래구   | 마산시          | 진주시             |
| 경상남도   | 박찬현             | 김인호          | 허윤수          | 김용진             |
| 경상남도   |                    |                 |                 |                    |
| 경상남도   | 충무시             | 진해시          | 삼천포시        | 진양군             |
| 경상남도   | 최천               | 주금용          | 이재현          | 구태회             |
| 경상남도   |                    |                 |                 |                    |
| 경상남도   | 의령군             | 함안군          | 창녕군          | 밀양군 갑          |
| 경상남도   | 이영희             | 조경규          | 신영주          | 박창화             |
| 경상남도   |                    |                 |                 |                    |
| 경상남도   | 밀양군 을          | 양산군          | 울산군 갑       | 울산군 을          |
| 경상남도   | 김정환             | 지영진          | 안덕기          | 김성탁             |
| 경상남도   |                    |                 |                 |                    |
| 경상남도   | 동래군             | 김해군 갑       | 김해군 을       | 창원군 갑          |
| 경상남도   | 조일재             | 강종무          | 이종수          | 김형돈             |
| 경상남도   |                    |                 |                 |                    |
| 경상남도   | 창원군 을          | 통영군          | 거제군          | 고성군             |
| 경상남도   | 이용범             | 서정귀          | 진석중          | 최석림             |
| 경상남도   |                    |                 |                 |                    |
| 경상남도   | 사천군             | 남해군          | 하동군          | 산청군             |
| 경상남도   | 정헌주             | 김정기          | 손영수          | 김재위             |
| 경상남도   |                    |                 |                 |                    |
| 경상남도   | 함양군             | 거창군          | 합천군 갑       | 합천군 을          |
| 경상남도   | 박상길             | 서한두          | 유봉순          | 최창섭             |
| 경상남도   |                    |                 |                 |                    |
| 제주도     | 제주시             | 북제주군        | 남제주군        |                    |
| 제주도     | 고담용             | 김두진          | 현오봉          |                    |

## 참고 자료
- 민의원의원선거법 [일부개정 1958.3.11 법률 제475호]
- 중앙선거관리위원회 역대선거정보시스템 보관됨 2012-09-03 - archive.today